# 페터르 레소프
페터르 요시포프 레소프(불가리아어: Петьр Йосифов Лесов, 1960년 9월 12일~)는 불가리아의 은퇴한 권투 선수로 1980년 하계 올림픽 플라이급에서 금메달을 획득했다. 

## 경력
플로브디프주의 라코프스키에서 태어났다. 플로브디프의 흐리스토 보테프 학교와 플로브디프 차량운송 학교에서 기초 교육을 받았으며, 14세때 불가리아 철도청 산하 체육단인 로코모티프 플로브디프 유소년팀에 입단하여 류벤 가제프의 지도로 권투를 시작했다. 이후 1974년에 로코모티프 플로브디프 1군에서 활동하기 시작했다.
1978년 처음으로 국가대표로 발탁되어 3월에 불가리아의 정기 국제 권투 대회인 스트란자컵에서 체코슬로바키아의 바츨라프 호르냐크를 꺾고 우승을 차지했다. 이후 같은 해 4월에 유고슬라비아의 슬라본스키브로드에서 열린 발칸 주니어 선수권 대회에서 루마니아의 두미트루 슈키오푸를 꺾고 우승을 차지했다. 이듬해인 1979년에 불가리아 최고 명문 체육단인 CSKA 소피아로 이적하였고 같은 해 7월에 루마니아의 툴체아에서 열린 발칸 선수권 대회에서 루마니아의 다니엘 라두의 뒤를 이어 준우승을 차지했으며, 같은 해 12월에는 일본 요코하마에서 열린 1979년 세계 주니어 선수권 대회에서 미국의 네이선 매토스를 누르고 금메달을 획득했다.
1980년 8월 소련 모스크바에서 열린 1980년 하계 올림픽에 불가리아 국가대표로 참가했으며, 플라이급에 출전했다. 그는 니카라과의 오노프레 라미레스, 에티오피아의 하산 셰리프, 멕시코의 힐베르토 로만, 아일랜드의 휴 러셀을 차례로 꺾으며 결승에 올랐고 결승에서 개최국 소련의 빅토르 미로시니첸코를 꺾으며 금메달을 획득했다. 이듬해인 1981년 5월에는 핀란드 탐페레에서 열린 1981년 유럽 선수권 대회에 참가하여 루마니아의 콘스탄틴 티토이우를 꺾고 우승했으며, 같은 해 11월에는 캐나다 몬트리올에서 열린 복싱 월드컵에서 쿠바의 오마르 산티에스테반의 뒤를 이어 준우승을 차지했다.
1983년 3월에는 스트란자컵에서 대표팀 동료인 네델초 디체프의 뒤를 이어 준우승을 차지했으며, 5월에는 자국 불가리아의 바르나에서 열린 1983년 유럽 선수권 대회에 참가하여 헝가리의 바러디 야노시를 꺾고 금메달을 획득했다. 같은 해 10월에는 이탈리아 로마에서 열린 복싱 월드컵에서 쿠바의 페드로 오를란도 레예스와 대한민국의 허영모의 뒤를 이어 동메달을 획득했다. 1984년 3월에는 스트란자컵에서 쿠바의 훌리오 곤살레스를 꺾으며 우승을 차지했다.
이후 아마추어 권투에서 은퇴하여 1985년부터 1989년까지 CSKA 소피아 복싱부 코치로 활동하다가 1991년에 프로 권투 선수로 전향하여 1992년까지 활동한 후 은퇴했다. 지도자가 된 후에는 데텔린 달라클리에프 등 불가리아를 대표하는 권투 선수를 육성했다. 2005년부터 CSKA 소피아 감독을 맡았으며, 또한 2007년부터 2011년까지 불가리아 복싱 국가대표팀을 지도했다. 2009년에는 불가리아 올해의 스포츠 감독으로 선정되었다.